# Mocuba
Mocuba es una población de la provincia de Zambezia, Mozambique, a 100 km al norte de Quelimane con la que se comunica mediante ferrocarril.